# 実録 私設銀座警察
実録・私設銀座警察（じつろく・しせつぎんざけいさつ）は、1973年（昭和48年）7月4日に公開された日本映画。製作は東映。昭和21年（1946年）、戦後の混乱の中で復興に著しい銀座を舞台にした、暴力団の興亡を描く。

## 概要
戦後。三国人や米兵がのさばるようになった銀座にて博徒である宇佐美義一、退役兵である池谷三郎、樋口勝、岩下敏之らは、鬱憤を晴らすために「私設銀座警察」なる暴力グループを結成した。三国人が住む集落を襲撃した事件の後、退役兵である渡会菊夫を鉄砲玉として銀座を仕切っていた中根兄弟との抗争に勝利し、銀座の裏社会の顔役となる。
しかし、池谷と宇佐美がシノギのことで中国人と公団職員が経営するキャバレー絡みの利権から内部抗争を起こし、「私設銀座警察」は暴力とセックスにまみれた破滅の道を歩んでいく。

## キャスト
- 池谷三郎：安藤昇
- 渡会菊夫：渡瀬恒彦
- 京子：藤浩子
- 金子善江：中村英子
- 中根順：郷鍈治
- 岩下敏之：室田日出男
- 三好：近藤宏
- 福山：内田朝雄
- パンパン：渡辺やよい、小林千枝
- 二条華子：碧川ジュン
- 長谷川ミツ：森みつる
- 芸者：松井康子
- 篠悦子：森秋子
- 斉藤実：田口計
- 倉田陽吉：日尾孝司
- 関博：小林稔侍
- 木島敏也：滝波錦司
- 藤井猛：中田博久
- 岡村文吾：堀田真三
- 春日昭造：北川恵一
- 小寺安夫：佐藤晟也
- 黒木俊太郎：団巌
- 三国人：伊達弘
- 飲み屋の親父：植田灯孝
- 刑事：相馬剛三
- 銀座警察子分：木川哲也
- 三国人：久地明
- 小野徳次：花田達
- 三国人：佐川二郎
- 銀座警察子分：太古八郎
- 刑事：山浦栄
- 銀座警察子分：清水照夫、溝口久夫
- 橋本典男：宮地謙吾
- 波島健助：沢田浩二
- 刑事：五野上力
- 馬場勇作：須賀良
- 三国人：高月忠
- パンスケ：谷本小代子、三上深雪、亀井和子
- 胴元：滝島孝二
- 銀座警察子分：桐島好夫
- 芸者：高野恵子、宮崎あかね、竹村清女、岡田奈津子
- 外人兵：オスマン・ユセフ、フレッド・ボサード、バート・ヨハンソン、ナポレオン・ホンセカー、ストロング・イマリティー
- ウィリー：ウイリー・ドーシー
- 憲兵：チャールズ・スミス、シロムス・デェビッド、ダビド・アンソン、ジョニー・エスリジ
- 宇佐美義一：葉山良二
- 中根譲：待田京介
- 樋口勝：梅宮辰夫

## スタッフ
- 企画：吉田達
- 監督：佐藤純彌
- 脚本：神波史男、松田寛夫
- 撮影：仲沢半次郎
- 録音：井上賢三
- 照明：川崎保之丞
- 美術：北川弘
- 音楽：日暮雅信
- 編集：長沢嘉樹
- 助監督：福湯通夫
- 記録：勝原繁子
- 擬斗：日尾孝司
- スチール：遠藤努
- 進行主任：志村一治
- 装置：小早川一
- 装飾：米沢一弘
- 美粧：入江荘二
- 美容：宮島孝子
- 衣装：河合啓一
- 演技事務：石原啓二
- 現像：東映化学
- 写真提供：毎日新聞社

## 同時上映
- 温泉おさな芸者
  - 監督：鷹森立一
  - 主演：深田ミミ